# Андреевка (Пителинский район)
Андреевка — опустевшая деревня в Пителинском районе Рязанской области. Входит в Потапьевское сельское поселение.

## География
Находится в северо-восточной части Рязанской области на расстоянии приблизительно 16 км на запад по прямой от районного центра поселка Пителино.

## История
В 1862 году здесь (тогда сельцо Елатомского уезда Тамбовской губернии) было учтено 13 дворов.

## Население
Численность населения: 125 человек (1862 год), 342 (1914), 1 в 2002 году (русские 100 %), 0 в 2010.